# Shaheed Al-Khalifa
Shaheed Hussni Khalid Al-Khalifa (ar. شهيد حسني خالد الخليفه;ur. 27 listopada 1997) – iracki zapaśnik walczący w stylu wolnym. 
Srebrny medalista igrzysk panarabskich w 2023 roku. 